# Sagittario (astrologia)

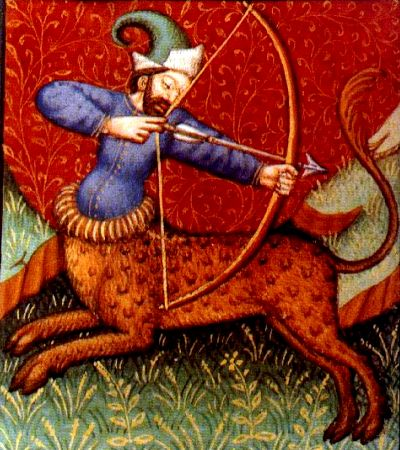
Sagittario rappresentato in un libro di astrologia del XV secolo

Il Sagittario (♐︎) è il nono dei 12 segni zodiacali dell'astrologia occidentale, situato tra Scorpione e Capricorno.

## Caratteristiche

Il Sagittario è un segno mobile di fuoco governato da Giove. Anatomicamente corrisponde alle cosce e ai fianchi, mentre il segno opposto sono i Gemelli; il colore del segno è l'azzurro.
Il Sagittario (lett. "che lancia frecce", dal latino sagitta,-ae, che significa "freccia") è spesso rappresentato come un centauro, essere mitologico metà uomo e metà cavallo, che sottolinea il dualismo di questo segno, dotato di una parte umana e razionale ma anche di una animale, istintiva e violenta; viene inoltre rappresentato con un arco, le cui frecce simboleggiano la ricerca di cammini nuovi e di una conoscenza superiore. I nati sotto il segno del Sagittario sono dotati di una grande creatività, che li spinge ad essere molto attivi e ad evitare l'immobilità: il fuoco del segno è simile ad una luce che segna la fine dell'autunno e si fa strada nell'inverno.
Le persone nate sotto questo segno hanno grande energia positiva e risultano entusiaste, leali e intelligenti;
l'espansività e l'altruismo sono altre caratteristiche facilmente notabili, come lo spirito d'avventura e la propensione all'esplorazione e alla scoperta attraverso i viaggi. Tale energia non ha però a che fare con la gioia: il Sagittario è un segno che alterna spesso il suo umore e l'energia che mostra può essere solo apparente; fa inoltre spesso uso dell'ironia, soprattutto in situazioni drammatiche, per nascondere i suoi malesseri e a differenza degli altri segni di fuoco può presentare un carattere remissivo e solitario.
Il Sole si può trovare nel segno nel periodo che va, all'incirca, dal 22 novembre al 21 dicembre: il periodo esatto varia di anno in anno; per stabilire la sua posizione nei giorni estremi è necessario consultare le effemeridi.